# 후웨펑
후웨펑(중국어: 胡跃峰, 병음: Hu Yuefeng, 한자음: 호약봉, 1991년 10월 25일 ~ )은 중화인민공화국의 바둑 기사이다. 산둥성 더저우시 출신으로 중국기원 소속의 5단이다.

## 경력
산둥성 더저우시에서 태어났다. 2004년 프로바둑에 입단했고 2011년 중국 전국바둑개인전에 참가하여 남자 을조 리그에서 우승했다. 2012년 5단으로 승단했고, 2013년 제1회 몽백합배 세계 바둑 오픈전에 참가하여 마샤오빙와 딩웨이를 누르고 본선 64강에 진출하여 탄샤오와 주형욱을 연이어 이겨 16강에 진출했으나 우광야에게 패배해 탈락했다.